# Hoplitis beijingensis
Hoplitis beijingensis là một loài Hymenoptera trong họ Megachilidae. Loài này được Wu mô tả khoa học năm 1987.